# (14179) Skinner
(14179) Skinner est un astéroïde de la ceinture principale.

## Description
(14179) Skinner est un astéroïde de la ceinture principale. Il fut découvert le 15 novembre 1998 à Cocoa par Ian P. Griffin. Il présente une orbite caractérisée par un demi-grand axe de 2,29 UA, une excentricité de 0,21 et une inclinaison de 8,3° par rapport à l'écliptique.

## Compléments